# Eishockey-Weltmeisterschaft der U18-Frauen 2015
Die 8. Eishockey-Weltmeisterschaften der U18-Frauen der Internationalen Eishockey-Föderation IIHF waren die Eishockey-Weltmeisterschaften des Jahres 2015 in der Altersklasse der Unter-Achtzehnjährigen (U18). Insgesamt nahmen zwischen dem 4. und 25. Januar 2015 20 Nationalmannschaften an den drei Turnieren der Top-Division sowie der Division I und Qualifikation zu selbiger teil.

## Teilnehmer, Austragungsorte und -zeiträume
- Top-Division: 5. bis 12. Januar 2015 in Buffalo, New York, USA

Teilnehmer:  Finnland,  Japan,  Kanada (Titelverteidiger),  Russland,  Schweden,  Schweiz (Aufsteiger),  Tschechien,  USA
- Division I: 4. bis 10. Januar 2015 in Vaujany, Frankreich

Teilnehmer:  Deutschland,  Frankreich,  Norwegen,  Österreich (Aufsteiger),  Slowakei,  Ungarn (Absteiger)
- Qualifikation zur Division I: 19. bis 25. Januar 2015 in Katowice, Polen

Teilnehmer:  Volksrepublik China,  Dänemark (Neuling),  Großbritannien (Absteiger),  Italien,  Kasachstan,  Polen

## Top-Division
Die U18-Weltmeisterschaft der Top-Division fand vom 5. bis 12. Januar 2015 im US-amerikanischen Buffalo im Bundesstaat New York statt. Die Spiele wurden in zwei Hallen des HarborCenter mit einer Kapazität von bis zu 1.500 Plätzen ausgetragen. Insgesamt besuchten 13.788 Zuschauer die 21 Turnierspiele, was einem Schnitt von 657 pro Partie entsprach.
Am Turnier nahmen acht Nationalmannschaften teil, die in zwei leistungsmäßig abgestuften Gruppen zu je vier Teams spielten. Dabei setzen sich die beiden Gruppen nach den Platzierungen der Nationalmannschaften bei der Weltmeisterschaft 2014 nach folgendem Schlüssel zusammen:
| Gruppe A       | Gruppe B     |
| Kanada (1)     | Finnland (5) |
| USA (2)        | Schweden (6) |
| Tschechien (3) | Japan (7)    |
| Russland (4)   | Schweiz (9)  |

### Modus
Nach den Gruppenspielen der Vorrunde qualifizierten sich der Gruppenerste und -zweite der Gruppe A direkt für das Halbfinale. Der Dritte und Vierte derselben Gruppe erreichten das Viertelfinale. In der Gruppe B galt dies für den Gruppenersten und -zweiten. Die Teams im Viertelfinale bestritten je ein Qualifikationsspiel zur Halbfinalteilnahme. Der Dritte und Vierte der Gruppe B bestritten eine Best-of-Three-Runde um den siebten Platz sowie den Abstieg in die Division IA.

### Austragungsorte
| \| Buffalo \|                        |
| Austragungsort der Weltmeisterschaft |
| Buffalo                              |

| Buffalo |

### Vorrunde

#### Gruppe A
| 5. Januar 2015 15:30 Uhr (Ortszeit) | 5. Januar 2015 21:30 Uhr (MEZ) | Russland | 3:1 (2:0, 1:0, 0:1) Spielbericht | Tschechien | HarborCenter Halle I, Buffalo Zuschauer: 351 |

| 5. Januar 2015 19:00 Uhr | 6. Januar 2015 1:00 Uhr | Kanada | 1:2 n. P. (0:1, 0:0, 1:0, 0:0, 0:1) Spielbericht | USA | HarborCenter Halle I, Buffalo Zuschauer: 1.800 |

| 6. Januar 2015 15:30 Uhr | 6. Januar 2015 21:30 Uhr | Kanada | 3:2 (2:0, 1:1, 0:1) Spielbericht | Russland | HarborCenter Halle I, Buffalo Zuschauer: 522 |

| 6. Januar 2015 19:00 Uhr | 7. Januar 2015 1:00 Uhr | USA | 3:0 (1:0, 0:0, 2:0) Spielbericht | Tschechien | HarborCenter Halle I, Buffalo Zuschauer: 902 |

| 8. Januar 2015 15:30 Uhr | 8. Januar 2015 21:30 Uhr | Tschechien | 1:7 (1:1, 0:4, 0:2) Spielbericht | Kanada | HarborCenter Halle I, Buffalo Zuschauer: 512 |

| 8. Januar 2015 19:00 Uhr | 9. Januar 2015 1:00 Uhr | USA | 7:1 (2:0, 3:1, 2:0) Spielbericht | Russland | HarborCenter Halle I, Buffalo Zuschauer: 1.636 |

| Pl. |            | Sp | S | OTS | OTN | N | Tore  | Punkte |
| 1.  | USA        | 3  | 2 | 1   | 0   | 0 | 12:02 | 8      |
| 2.  | Kanada     | 3  | 2 | 0   | 1   | 0 | 11:05 | 7      |
| 3.  | Russland   | 3  | 1 | 0   | 0   | 2 | 06:11 | 3      |
| 4.  | Tschechien | 3  | 0 | 0   | 0   | 3 | 02:13 | 0      |

Abkürzungen: Pl. = Platz, Sp = Spiele, S = Siege, OTS = Siege nach Verlängerung (Overtime) oder Penaltyschießen, OTN = Niederlagen nach Verlängerung oder Penaltyschießen, N = Niederlagen

Erläuterungen: Halbfinalqualifikant, Viertelfinalqualifikant

#### Gruppe B
| 5. Januar 2015 12:00 Uhr (Ortszeit) | 5. Januar 2015 18:00 Uhr (MEZ) | Schweden | 3:2 (1:0, 0:1, 2:1) Spielbericht | Japan | HarborCenter Halle I, Buffalo Zuschauer: 186 |

| 5. Januar 2015 16:00 Uhr | 5. Januar 2015 22:00 Uhr | Finnland | 0:2 (0:0, 0:2, 0:0) Spielbericht | Schweiz | HarborCenter Halle II, Buffalo Zuschauer: 227 |

| 6. Januar 2015 12:00 Uhr | 6. Januar 2015 18:00 Uhr | Schweden | 4:0 (3:0, 0:0, 1:0) Spielbericht | Schweiz | HarborCenter Halle I, Buffalo Zuschauer: 356 |

| 6. Januar 2015 16:00 Uhr | 6. Januar 2015 22:00 Uhr | Japan | 2:4 (2:0, 0:2, 0:2) Spielbericht | Finnland | HarborCenter Halle II, Buffalo |

| 8. Januar 2015 12:00 Uhr | 8. Januar 2015 18:00 Uhr | Japan | 1:3 (0:0, 0:1, 1:2) Spielbericht | Schweiz | HarborCenter Halle I, Buffalo Zuschauer: 316 |

| 8. Januar 2015 16:00 Uhr | 8. Januar 2015 22:00 Uhr | Finnland | 3:1 (0:1, 3:0, 0:0) Spielbericht | Schweden | HarborCenter Halle II, Buffalo Zuschauer: 249 |

| Pl. |          | Sp | S | OTS | OTN | N | Tore | Punkte |
| 1.  | Schweden | 3  | 2 | 0   | 0   | 1 | 8:05 | 6      |
| 2.  | Finnland | 3  | 2 | 0   | 0   | 1 | 7:05 | 6      |
| 3.  | Schweiz  | 3  | 2 | 0   | 0   | 1 | 5:05 | 6      |
| 4.  | Japan    | 3  | 0 | 0   | 0   | 3 | 5:10 | 0      |

Abkürzungen: Pl. = Platz, Sp = Spiele, S = Siege, OTS = Siege nach Verlängerung (Overtime) oder Penaltyschießen, OTN = Niederlagen nach Verlängerung oder Penaltyschießen, N = Niederlagen

Erläuterungen: Viertelfinalqualifikant, Abstiegsrundenqualifikant

### Abstiegsrunde
Die Relegationsrunde wurde im Modus Best-of-Three ausgetragen. Hierbei trafen der Dritt- und Viertplatzierte der Gruppe B aufeinander. Die Mannschaft, die von maximal drei Spielen zuerst zwei für sich entscheiden konnte, verblieb in der WM-Gruppe, der Verlierer stieg in die Division I ab.
| 9. Januar 2015 12:00 Uhr (Ortszeit) | 9. Januar 2015 18:00 Uhr (MEZ) | Schweiz | 2:1 (1:1, 1:0, 0:0) Spielbericht Stand: 1:0 | Japan | HarborCenter Halle I, Buffalo Zuschauer: 232 |

| 11. Januar 2015 12:00 Uhr | 11. Januar 2015 18:00 Uhr | Japan | 2:3 n. P. (0:1, 2:1, 0:0, 0:0, 0:1) Spielbericht Stand: 0:2 | Schweiz | HarborCenter Halle II, Buffalo Zuschauer: 323 |

### Finalrunde
|  | Viertelfinale    | Viertelfinale | Viertelfinale |    |            | Halbfinale | Halbfinale | Halbfinale |    |          | Finale           | Finale           | Finale           |
|  |                  |               |               |    |            |            |            |            |    |          |                  |                  |                  |
|  |                  |               |               |    |            | A1         | USA        | 5          |    |          |                  |                  |                  |
|  | A4               | Tschechien    | 4             |    |            | A4         | Tschechien | 0          |    |          |                  |                  |                  |
|  | B1               | Schweden      | 3             |    |            |            |            |            |    | A1       | USA              | 3                |                  |
|  |                  |               |               |    | A2         | Kanada     | 2          |            |    |          |                  |                  |                  |
|  |                  |               |               | A2 | Kanada     | 3          |            |            |    |          |                  |                  |                  |
|  | A3               | Russland      | 4             |    |            | A3         | Russland   | 1          |    |          | Spiel um Platz 3 | Spiel um Platz 3 | Spiel um Platz 3 |
|  | B2               | Finnland      | 3             |    |            |            |            |            | A4 | Russland | 5                |                  |                  |
|  |                  |               |               | A3 | Tschechien | 1          |            |            |    |          |                  |                  |                  |
|  |                  |               |               |    |            |            |            |            |    |          |                  |                  |                  |
|  | Spiel um Platz 5 |               |               |    |            |            |            |            |    |          |                  |                  |                  |
|  | B1               | Schweden      | 0             |    |            |            |            |            |    |          |                  |                  |                  |
|  | B2               | Finnland      | 3             |    |            |            |            |            |    |          |                  |                  |                  |

#### Viertelfinale
| 9. Januar 2015 15:30 Uhr (Ortszeit) | 9. Januar 2015 21:30 Uhr (MEZ) | Russland | 4:3 (0:3, 1:0, 3:0) Spielbericht | Finnland | HarborCenter Halle I, Buffalo Zuschauer: 514 |

| 9. Januar 2015 19:00 Uhr | 10. Januar 2015 1:00 Uhr | Tschechien | 4:3 (1:0, 2:1, 1:2) Spielbericht | Schweden | HarborCenter Halle I, Buffalo Zuschauer: 552 |

#### Spiel um Platz 5
| 11. Januar 2015 15:30 Uhr | 11. Januar 2015 21:30 Uhr | Schweden | 0:3 (0:2, 0:0, 0:1) Spielbericht | Finnland | HarborCenter Halle II, Buffalo Zuschauer: 304 |

#### Halbfinale
| 11. Januar 2015 15:00 Uhr | 11. Januar 2015 21:00 Uhr | Kanada | 3:1 (1:1, 1:0, 1:0) Spielbericht | Russland | HarborCenter Halle I, Buffalo Zuschauer: 1.061 |

| 11. Januar 2015 19:00 Uhr | 12. Januar 2015 1:00 Uhr | USA | 5:0 (2:0, 2:0, 1:0) Spielbericht | Tschechien | HarborCenter Halle I, Buffalo Zuschauer: 1.430 |

#### Spiel um Platz 3
| 12. Januar 2015 15:00 Uhr | 12. Januar 2015 21:00 Uhr | Russland | 5:1 (1:0, 2:1, 2:0) Spielbericht | Tschechien | HarborCenter Halle I, Buffalo Zuschauer: 515 |

#### Finale
| 12. Januar 2015 19:00 Uhr | 13. Januar 2015 1:00 Uhr | USA | 3:2 n. V. (1:1, 1:1, 0;0, 1:0) Spielbericht | Kanada | HarborCenter Halle I, Buffalo Zuschauer: 1.800 |

### Statistik

#### Beste Scorerinnen
Abkürzungen: Sp = Spiele, T = Tore, V = Assists, Pkt = Punkte, +/− = Plus/Minus, SM = Strafminuten; Fett: Turnierbestwert
| Spieler             | Team     | Sp | T | V | Pkt | +/− | SM |
| ------------------- | -------- | -- | - | - | --- | --- | -- |
| Sarah Potomak       | Kanada   | 5  | 5 | 4 | 9   | +8  | 4  |
| Becca Gilmore       | USA      | 5  | 2 | 7 | 9   | +4  | 6  |
| Melissa Samoskevich | USA      | 5  | 6 | 2 | 8   | +6  | 6  |
| Fanusa Kadirowa     | Russland | 6  | 5 | 3 | 8   | +5  | 0  |
| Jincy Dunne         | USA      | 5  | 3 | 5 | 8   | +4  | 0  |
| Élizabeth Giguère   | Kanada   | 5  | 3 | 4 | 7   | +7  | 6  |
| Anna Schochina      | Russland | 5  | 3 | 4 | 7   | +7  | 0  |
| Anniina Kaitala     | Finnland | 5  | 2 | 4 | 6   | +3  | 0  |
| Sanni Hakala        | Finnland | 5  | 5 | 0 | 5   | +1  | 4  |
| Alina Müller        | Schweiz  | 5  | 5 | 0 | 5   | ±0  | 4  |

#### Beste Torhüterinnen
Abkürzungen: Sp = Spiele, Min = Eiszeit (in Minuten), GT = Gegentore, SO = Shutouts, Sv% = gehaltene Schüsse (in %), GTS = Gegentorschnitt; Fett: Turnierbestwert
| Spieler              | Team     | Sp | Min    | GT | SO | Sv%   | GTS  |
| -------------------- | -------- | -- | ------ | -- | -- | ----- | ---- |
| Andrea Brändli       | Schweiz  | 5  | 310:00 | 8  | 1  | 94,94 | 1,55 |
| Anni Keisala         | Finnland | 4  | 240:00 | 5  | 1  | 94,74 | 1,25 |
| Kaitlin Burt         | USA      | 4  | 225:51 | 4  | 0  | 92,31 | 1,06 |
| Marlène Boissonnault | Kanada   | 4  | 245:51 | 7  | 0  | 91,95 | 1,71 |
| Walerija Tarakanowa  | Russland | 6  | 328:02 | 15 | 0  | 91,85 | 2,74 |

### Abschlussplatzierungen
| Pl. | Team       |
| --- | ---------- |
| 1   | USA        |
| 2   | Kanada     |
| 3   | Russland   |
| 4   | Tschechien |
| 5   | Finnland   |
| 6   | Schweden   |
| 7   | Schweiz    |
| 8   | Japan      |

### Titel, Auf- und Abstieg
| Weltmeister USA | Cayla Barnes, Grace Bizal, Grace Bowlby, Brittany Bugalski, Kaitlin Burt, Samantha Davis, Jincy Dunne, Mikaela Gardner, Becca Gilmore, Alyssa Gorecki, Caitrin Lonergan, Patricia Marshall, Presley Norby, Kenzie Prater, Abby Roque, Melissa Samoskevich, Sophia Shaver, Sophie Skarzynski, Natalie Snodgrass, Mekenzie Steffen, Paige Voight, Alex Woken Trainer: Joel Johnson |

| Silber Kanada | Lindsay Agnew, Marlène Boissonnault, Kristen Campbell, Samantha Cogan, Sarah-Ève Coutu-Godbout, Lindsay Eastwood, Maddy Field, Jaycee Gebhard, Élizabeth Giguère, Micah Hart, Christian Higham, Ryleigh Houston, Melissa Hunt, Shae Labbe, Alyson Matteau, Rhyen McGill, Kristin O’Neill, Sarah Potomak, Josiane Pozzebon, Sarah Quaranta, Stephanie Sucharda, Kaitlin Tse Trainerin: Cassandra Turner |

| Bronze Russland | Polina Bolgarewa, Jekaterina Dobrodejewa, Margarita Dorofejewa, Landysch Faljachowa, Marija Gamowa, Lijana Ganejewa, Alesja Gimasetdinowa, Fanusa Kadirowa, Dijana Kanajewa, Jelisaweta Kondakowa, Kristina Korotkich, Jekaterina Lichatschowa, Jekaterina Lobowa, Nina Pirogowa, Alsu Rachimowa, Anna Schochina, Alewtina Schtarjowa, Darja Seredina, Darja Subok, Walerija Tarakanowa, Anastassija Tschistjakowa, Darja Terjoschkina Trainer: Alexander Uljankin |

| Absteiger in die Division I:    | Japan      |
| Aufsteiger in die Top-Division: | Frankreich |

### Auszeichnungen
Spielertrophäen
| Auszeichnung          | Spielerin           | Team     |
| --------------------- | ------------------- | -------- |
| Beste Torhüterin      | Walerija Tarakanowa | Russland |
| Beste Verteidigerin   | Jincy Dunne         | USA      |
| Beste Stürmerin       | Sarah Potomak       | Kanada   |
| Wertvollste Spielerin | Sarah Potomak       | Kanada   |

All-Star-Team
| Angriff:      | Sarah Potomak – Melissa Samoskevich – Fanusa Kadirowa |
| Verteidigung: | Jincy Dunne – Micah Hart                              |
| Tor:          | Walerija Tarakanowa                                   |

## Division I
Das Turnier der Division I wurde vom 4. bis 10. Januar 2015 im französischen Vaujany ausgetragen. Die Spiele fanden im 900 Zuschauer fassenden Patinoire Vaujany statt. Insgesamt besuchten 4.166 Zuschauer die 15 Turnierspiele, was einem Schnitt von 277 pro Partie entspricht.
| 4. Januar 2015 12:00 Uhr (Ortszeit) | Österreich | 0:2 (0:0, 0:1, 0:1) Spielbericht | Ungarn | Patinoire Vaujany, Vaujany Zuschauer: 70 |

| 4. Januar 2015 15:30 Uhr | Norwegen | 1:2 n. P. (0:0, 1:1, 0:0, 0:0, 0:1) Spielbericht | Frankreich | Patinoire Vaujany, Vaujany Zuschauer: 422 |

| 4. Januar 2015 19:00 Uhr | Slowakei | 7:3 (1:1, 3:0, 3:2) Spielbericht | Deutschland | Patinoire Vaujany, Vaujany Zuschauer: 95 |

| 5. Januar 2015 15:30 Uhr | Ungarn | 0:3 (0:0, 0:1, 0:2) Spielbericht | Norwegen | Patinoire Vaujany, Vaujany Zuschauer: 114 |

| 5. Januar 2015 19:00 Uhr | Frankreich | 8:3 (2:0, 3:1, 3:2) Spielbericht | Slowakei | Patinoire Vaujany, Vaujany Zuschauer: 438 |

| 6. Januar 2015 19:00 Uhr | Deutschland | 6:2 (1:1, 4:0, 1:1) Spielbericht | Österreich | Patinoire Vaujany, Vaujany Zuschauer: 264 |

| 7. Januar 2015 12:00 Uhr | Ungarn | 7:1 (3:1, 2:0, 2:0) Spielbericht | Slowakei | Patinoire Vaujany, Vaujany Zuschauer: 40 |

| 7. Januar 2015 15:30 Uhr | Österreich | 2:3 (2:0, 0:0, 0:3) Spielbericht | Norwegen | Patinoire Vaujany, Vaujany Zuschauer: 74 |

| 7. Januar 2015 19:00 Uhr | Frankreich | 4:3 (2:0, 1:1, 1:2) Spielbericht | Deutschland | Patinoire Vaujany, Vaujany Zuschauer: 479 |

| 8. Januar 2015 14:00 Uhr | Norwegen | 5:4 n. P. (1:1, 2:2, 1:1, 0:0, 1:0) Spielbericht | Slowakei | Patinoire Vaujany, Vaujany Zuschauer: 173 |

| 9. Januar 2015 15:30 Uhr | Deutschland | 7:0 (1:0, 3:0, 3:0) Spielbericht | Ungarn | Patinoire Vaujany, Vaujany Zuschauer: 182 |

| 9. Januar 2015 19:00 Uhr | Frankreich | 5:1 (3:0, 0:0, 2:1) Spielbericht | Österreich | Patinoire Vaujany, Vaujany Zuschauer: 726 |

| 10. Januar 2015 12:00 Uhr | Deutschland | 1:2 (0:0, 0:1, 1:1) Spielbericht | Norwegen | Patinoire Vaujany, Vaujany Zuschauer: 172 |

| 10. Januar 2015 15:30 Uhr | Slowakei | 3:1 (1:0, 2:1, 0:0) Spielbericht | Österreich | Patinoire Vaujany, Vaujany Zuschauer: 187 |

| 10. Januar 2015 19:00 Uhr | Ungarn | 1:2 (1:0, 0:1, 0:1) Spielbericht | Frankreich | Patinoire Vaujany, Vaujany Zuschauer: 730 |

| Pl. |             | Sp | S | OTS | OTN | N | Tore  | Punkte |
| 1.  | Frankreich  | 5  | 4 | 1   | 0   | 0 | 21:09 | 14     |
| 2.  | Norwegen    | 5  | 3 | 1   | 1   | 0 | 14:09 | 12     |
| 3.  | Slowakei    | 5  | 2 | 0   | 1   | 2 | 18:24 | 7      |
| 4.  | Deutschland | 5  | 2 | 0   | 0   | 3 | 20:15 | 6      |
| 5.  | Ungarn      | 5  | 2 | 0   | 0   | 3 | 10:13 | 6      |
| 6.  | Österreich  | 5  | 0 | 0   | 0   | 5 | 06:19 | 0      |

Abkürzungen: Pl. = Platz, Sp = Spiele, S = Siege, OTS = Siege nach Verlängerung (Overtime) oder Penaltyschießen, OTN = Niederlagen nach Verlängerung oder Penaltyschießen, N = Niederlagen

Erläuterungen: Aufsteiger in die Top-Division, Absteiger in die Qualifikation zur Division I

### Auf- und Abstieg
| Absteiger in die Division I:                   | Japan      |
| Aufsteiger in die Top-Division:                | Frankreich |
| Absteiger in die Qualifikation zur Division I: | Österreich |
| Aufsteiger in die Division I:                  | Dänemark   |

## Qualifikation zur Division I
Das Qualifikationsturnier zur Division I wurde vom 19. bis 25. Januar 2015 im polnischen Katowice ausgetragen. Die Spiele fanden im 1.182 Zuschauer fassenden Lodowisko Spodek „Satelita“ statt. Insgesamt besuchten 2.300 Zuschauer die 15 Turnierspiele, was einem Schnitt von 153 pro Partie entspricht.
| 19. Januar 2015 13:00 Uhr (Ortszeit) | Kasachstan | 2:1 n. P. (1:0, 0:1, 0:0, 0:0, 1:0) Spielbericht | Volksrepublik China | Lodowisko Spodek „Satelita“, Katowice Zuschauer: 100 |

| 19. Januar 2015 16:30 Uhr | Dänemark | 9:0 (2:0, 4:0, 3:0) Spielbericht | Großbritannien | Lodowisko Spodek „Satelita“, Katowice Zuschauer: 100 |

| 19. Januar 2015 20:00 Uhr | Italien | 5:1 (4:0, 1:0, 0:0) Spielbericht | Polen | Lodowisko Spodek „Satelita“, Katowice Zuschauer: 300 |

| 21. Januar 2015 13:00 Uhr | Großbritannien | 0:1 (0:1, 0:0, 0:0) Spielbericht | Italien | Lodowisko Spodek „Satelita“, Katowice Zuschauer: 100 |

| 21. Januar 2015 16:30 Uhr | Volksrepublik China | 0:5 (0:3, 0:0, 0:2) Spielbericht | Dänemark | Lodowisko Spodek „Satelita“, Katowice Zuschauer: 120 |

| 21. Januar 2015 20:00 Uhr | Polen | 6:1 (3:0, 0:1, 3:0) Spielbericht | Kasachstan | Lodowisko Spodek „Satelita“, Katowice Zuschauer: 310 |

| 22. Januar 2015 13:00 Uhr | Dänemark | 6:1 (2:1, 0:0, 4:0) Spielbericht | Italien | Lodowisko Spodek „Satelita“, Katowice Zuschauer: 50 |

| 22. Januar 2015 16:30 Uhr | Polen | 9:0 (4:0, 3:0, 2:0) Spielbericht | Volksrepublik China | Lodowisko Spodek „Satelita“, Katowice Zuschauer: 110 |

| 22. Januar 2015 20:00 Uhr | Großbritannien | 1:2 (0:0, 1:0, 0:2) Spielbericht | Kasachstan | Lodowisko Spodek „Satelita“, Katowice Zuschauer: 40 |

| 24. Januar 2015 13:00 Uhr | Italien | 2:1 (0:0, 1:1, 1:0) Spielbericht | Kasachstan | Lodowisko Spodek „Satelita“, Katowice Zuschauer: 50 |

| 24. Januar 2015 16:30 Uhr | Volksrepublik China | 2:1 (0:0, 1:1, 1:0) Spielbericht | Großbritannien | Lodowisko Spodek „Satelita“, Katowice Zuschauer: 60 |

| 24. Januar 2015 20:00 Uhr | Polen | 1:5 (1:0, 0:2, 0:3) Spielbericht | Dänemark | Lodowisko Spodek „Satelita“, Katowice Zuschauer: 500 |

| 25. Januar 2015 13:00 Uhr | Volksrepublik China | 0:2 (0:0, 0:1, 0:1) Spielbericht | Italien | Lodowisko Spodek „Satelita“, Katowice Zuschauer: 50 |

| 25. Januar 2015 16:30 Uhr | Großbritannien | 1:4 (1:2, 0:2, 0:0) Spielbericht | Polen | Lodowisko Spodek „Satelita“, Katowice Zuschauer: 350 |

| 25. Januar 2015 20:00 Uhr | Kasachstan | 0:4 (0:1, 0:0, 0:3) Spielbericht | Dänemark | Lodowisko Spodek „Satelita“, Katowice Zuschauer: 60 |

| Pl. |                     | Sp | S | OTS | OTN | N | Tore  | Punkte |
| 1.  | Dänemark            | 5  | 5 | 0   | 0   | 0 | 29:02 | 15     |
| 2.  | Italien             | 5  | 4 | 0   | 0   | 1 | 11:08 | 12     |
| 3.  | Polen               | 5  | 3 | 0   | 0   | 2 | 21:12 | 9      |
| 4.  | Kasachstan          | 5  | 1 | 1   | 0   | 3 | 06:14 | 5      |
| 5.  | Volksrepublik China | 5  | 1 | 0   | 1   | 3 | 03:19 | 4      |
| 6.  | Großbritannien      | 5  | 0 | 0   | 0   | 5 | 03:18 | 0      |

Abkürzungen: Pl. = Platz, Sp = Spiele, S = Siege, OTS = Siege nach Verlängerung (Overtime) oder Penaltyschießen, OTN = Niederlagen nach Verlängerung oder Penaltyschießen, N = Niederlagen

Erläuterungen: Aufsteiger in die Division I

### Auf- und Abstieg
| Absteiger in die Qualifikation zur Division I: | Österreich |
| Aufsteiger in die Division I:                  | Dänemark   |